# راجر یکم، کنت سیسیل
راجر اول (ایتالیایی: Ruggero I , عربی: رُجار, روجار ; مالتی: Ruġġiru, ح. 1031  - 22 ژوئن ۱۱۰۱)، با نام مستعار راجر بوسو و بزرگ، نجیب‌زاده‌اینورمن بود که از سال ۱۰۷۱ تا ۱۱۰۱ تبدیل به نخستین کنت سیسیل شد. او یکی از اعضای خاندان هووتویل بود و فرزندان پسرش تا سال ۱۱۹۴ بر سیسیل فرمانروایی کردند.
راجر در نرماندی متولد شده و در جوانی در سال ۱۰۵۷ به جنوب ایتالیا آمده و در چندین لشکرکشی نظامی علیه امارت سیسیل که از سال ۱۰۶۱ شروع شده بود، شرکت کرد. او توسط برادرش، رابرت گیسکارد، دوک پولیا، در سال ۱۰۷۱ به کنت بخشی از جزیره سیسیل منصوب شد.  و تا سال ۱۰۹۰ توانست کل جزیره را فتح کند. او در سال ۱۰۹۱ مالت را فتح کرد. فرمانروایی که او ایجاد کرد در سال ۱۱۲۷ با دوک نشین پولیا ادغام شد و در سال ۱۱۳۰ به پادشاهی سیسیل تبدیل شد.

## اصل و نسب
|  |                             |  |  | 2. تانکرد هووتویل |  |  |  |
|  |                             |  |  |                   |  |  |  |
|  |                             |  |  |                   |  |  |  |
|  |                             |  |  |                   |  |  |  |
|  | 1. راجر یکم، کنت سیسیل      |  |  |                   |  |  |  |
|  |                             |  |  |                   |  |  |  |
|  |                             |  |  |                   |  |  |  |
|  |                             |  |  |                   |  |  |  |
|  | 3. Fredesende de Hauteville |  |  |                   |  |  |  |
|  |                             |  |  |                   |  |  |  |
|  |                             |  |  |                   |  |  |  |